# 홍성여자중학교
홍성여자중학교(洪城女子中學校)는 대한민국 충청남도 홍성군 홍성읍 소향리에 있는 공립 중학교이다.

## 학교 연혁
- 1946년 9월 20일 : 홍성공립여자초급중학교 설립
- 1946년 11월 1일 : 홍성군청 부속사에서 개교 (개교일)
- 1949년 2월 11일 : 홍성읍 오관리 교사로 이전
- 1951년 6월 1일 : 홍성여자중학교로 개칭
- 1959년 12월 26일 : 홍성군 소향리 30-1번지 현 교사로 이전
- 1980년 4월 25일 : 지진으로 인한 본관 개축 (18교실 준공)
- 1999년 2월 6일 : 다목적실 (강당) 신축
- 2002년 8월 28일 : 급식실 및 도서실 신축
- 2018년 10월 15일 : 부설방송통신중학교 설립인가(6학급)
- 2019년 3월 9일 : 부설방송통신중학교 개교 및 입학식(51명 입학)
- 2022년 1월 8일 : 부설방송통신중학교 제1회 졸업식(51명)
- 2024년 1월 5일 : 제76회 200명 졸업(졸업생 총원 24,802명)
- 2024년 1월 6일 : 부설방송통신중학교 제3회 졸업식(52명)
- 2024년 3월 4일 : 2024학년도 입학(169명)
- 2024년 3월 9일 : 부설방송통신중학교 입학식(53명)
- 2024년 9월 1일 : 제28대 홍성기 교장 부임

## 참고 자료
- 홍성여자중학교 - 한국교육학술정보원 학교알리미